# Roy Halee
Roy Decker Halee (New York, 1943) è un produttore discografico statunitense, conosciuto per i suoi lavori con Simon & Garfunkel.

## Carriera
Nato e cresciuto a Long Island, è figlio di un doppiatore di Topolino.
Inizia a lavorare in televisione come cameraman per la CBS negli anni '50. In seguito lavora anche come audio engineer della CBS per diverse trasmissioni.
Si trasferisce quindi per lavoro negli studi della Columbia Records, diventando ingegnere del suono di Bob Dylan, The Yardbirds, The Dave Clarke Five e quindi di Simon and Garfunkel. Ha anche collaborato con The Byrds, Journey, Laura Nyro, Willie Nile, Blue Angel e Sweat & Tears.
Nel 1969 vince il Grammy Award (registrazione dell'anno) in qualità di produttore del brano Mrs. Robinson. Vince lo stesso riconoscimento due anni dopo per Bridge over Troubled Water, insieme a quello per l'album dell'anno.
Coproduce anche Graceland, album solista di Paul Simon datato 1986 vincitore ai Grammy Awards 1987 quale album dell'anno.